# Podul lui Dumnezeu
Podul lui Dumnezeu (Podul Natural de la Ponoarele) este unicul pasaj rutier natural funcțional la nivel național, traversat de DJ 670 Baia de Aramă-Drobeta Turnu-Severin, fiind un vestigiu al Peșterii Podului ce a rezultat prin surparea tavanului acesteia. Este cel mai mare pod natural al țării și al doilea ca mărime din Europa
(30 m lungime, 13 m lățime, 22 m înălțime și 9 m grosime). Ca alcătuire petrografică prezintă o structură masivă de calcare stratificate în bancuri de 1-2 metri, arcada din aval aflându-se într-o stare de conservare mult mai bună decât cea din amonte.

## Legende
1. Din bătrâni se povestește că aici locuia Dracul, oamenii rugându-se lui Dumnezeu să-i scape de el. Atunci, Dumezeu,  a lovit cu palma în tavanul peșterii, unde locuia Diavolul, care s-a prăbușit peste intrare. Dar Dracul a scăpat, ieșind pe cealaltă gură a peșterii și s-a agățat cu ghearele de vârful Dealul Peșterii. Dracu s-ar fi urcat apoi pe o stâncă, ce-i poartă numele: Stânca Dracului[4].
2. Altă legendă spune că podul ar fi fost construit de Dumnezeu pentru ca Sfântul Nicodim să treacă prin Tismana după ce oamenii l-au alungat din comună, punându-i în traistă o găină cu gâtul tăiat, o pâine și un cuțit, acuzându-l de furt. Pe la anul 1370, călugărul era în căutarea unei cascade care i s-a arătat în vis și deasupra careia trebuia  să construiască o mănăstire. Din Ponoarele a plecat la Tismana, unde  a  ridicat mănăstirea (Tismana). Înainte de a pleca, el a blestemat apa de la Ponoarele, să fie fără pești  și să o înghită pământul. Și chiar așa s-a întâmplat, pentru că pe cursul ei s-au construit 8 mori,iar în ea nu trăiește nici un pește[5].
3. O altă legendă spune că podul a fost construit de Hercule[6][7][8].

## Imagini

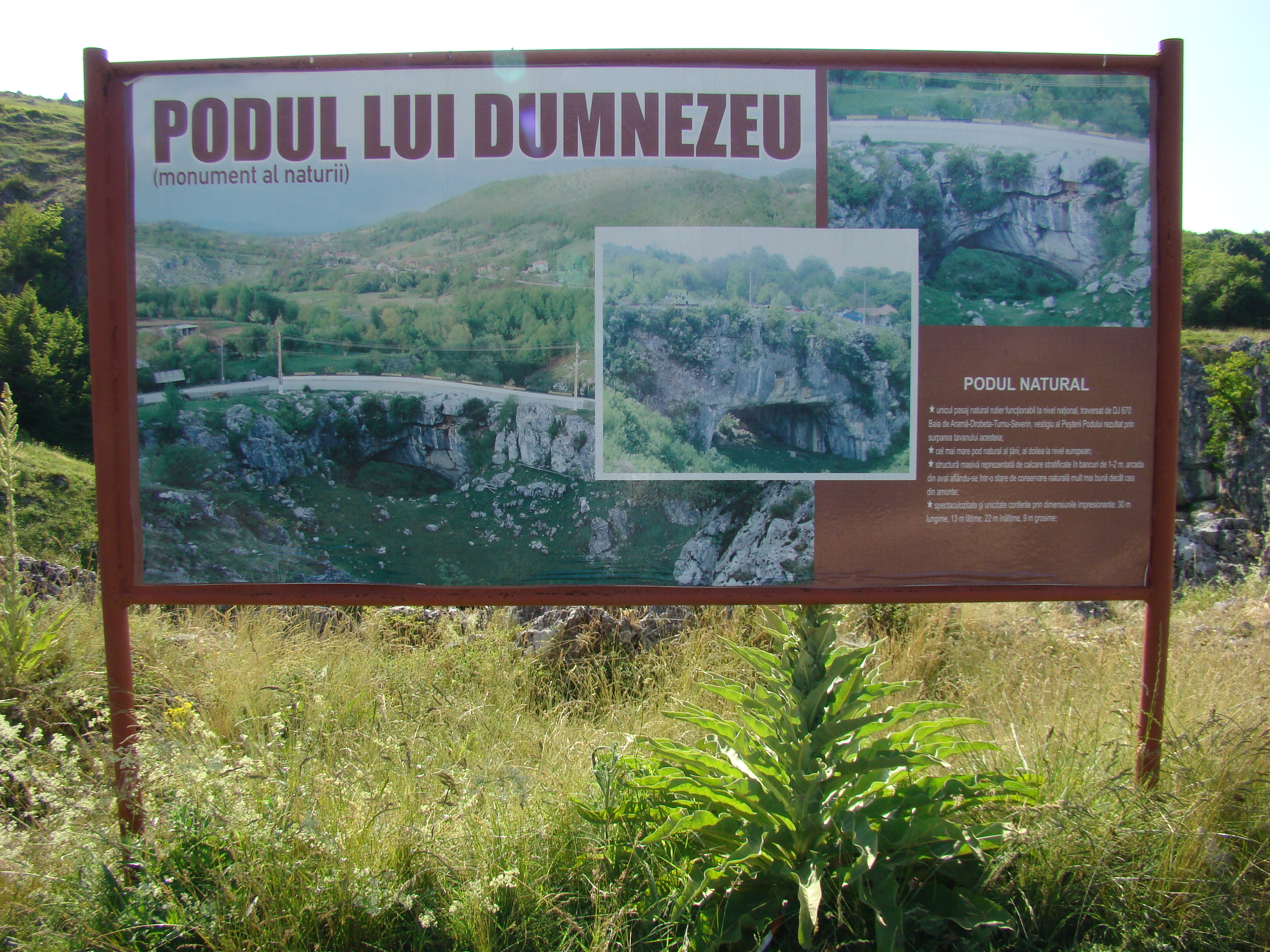
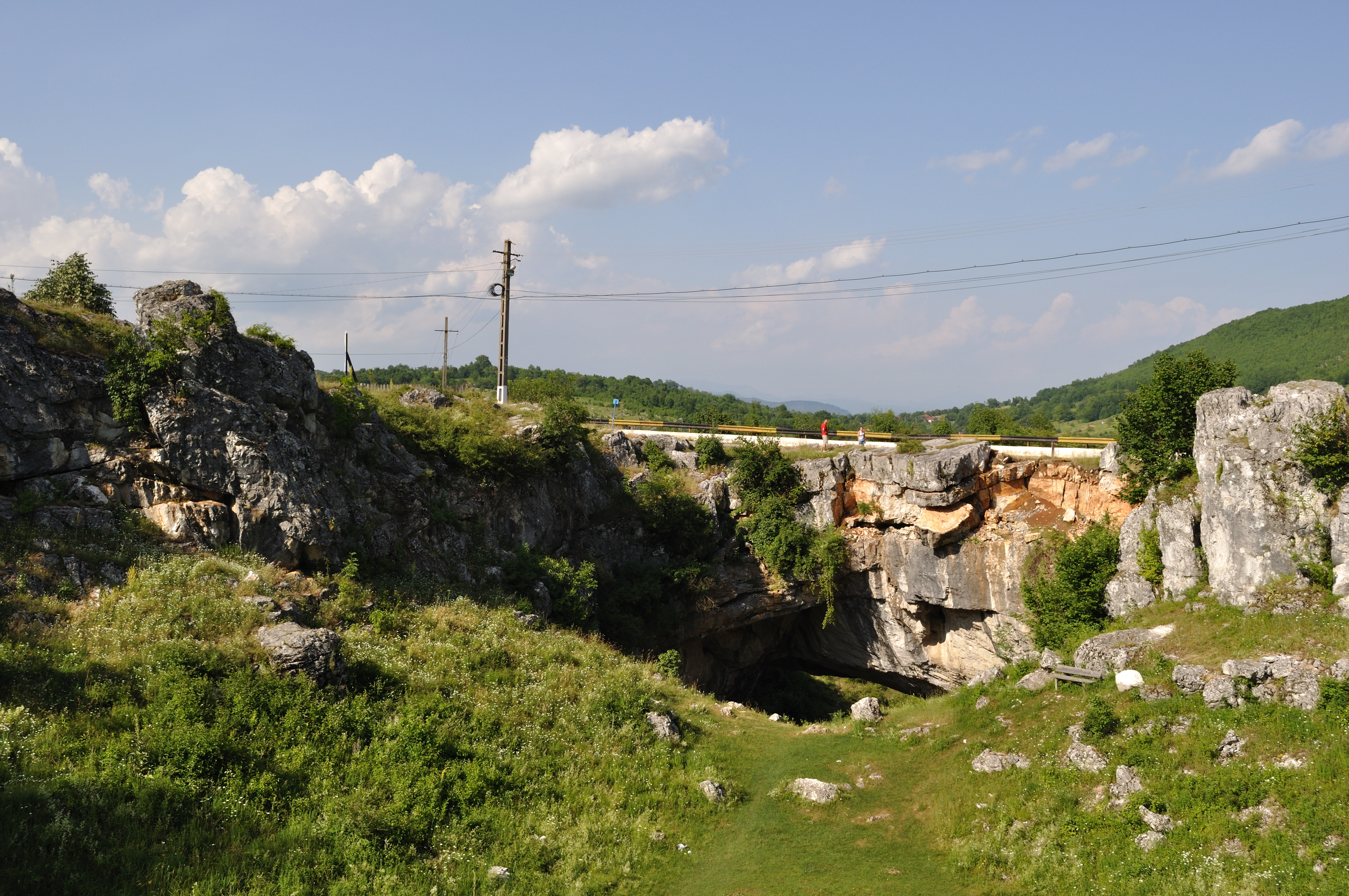
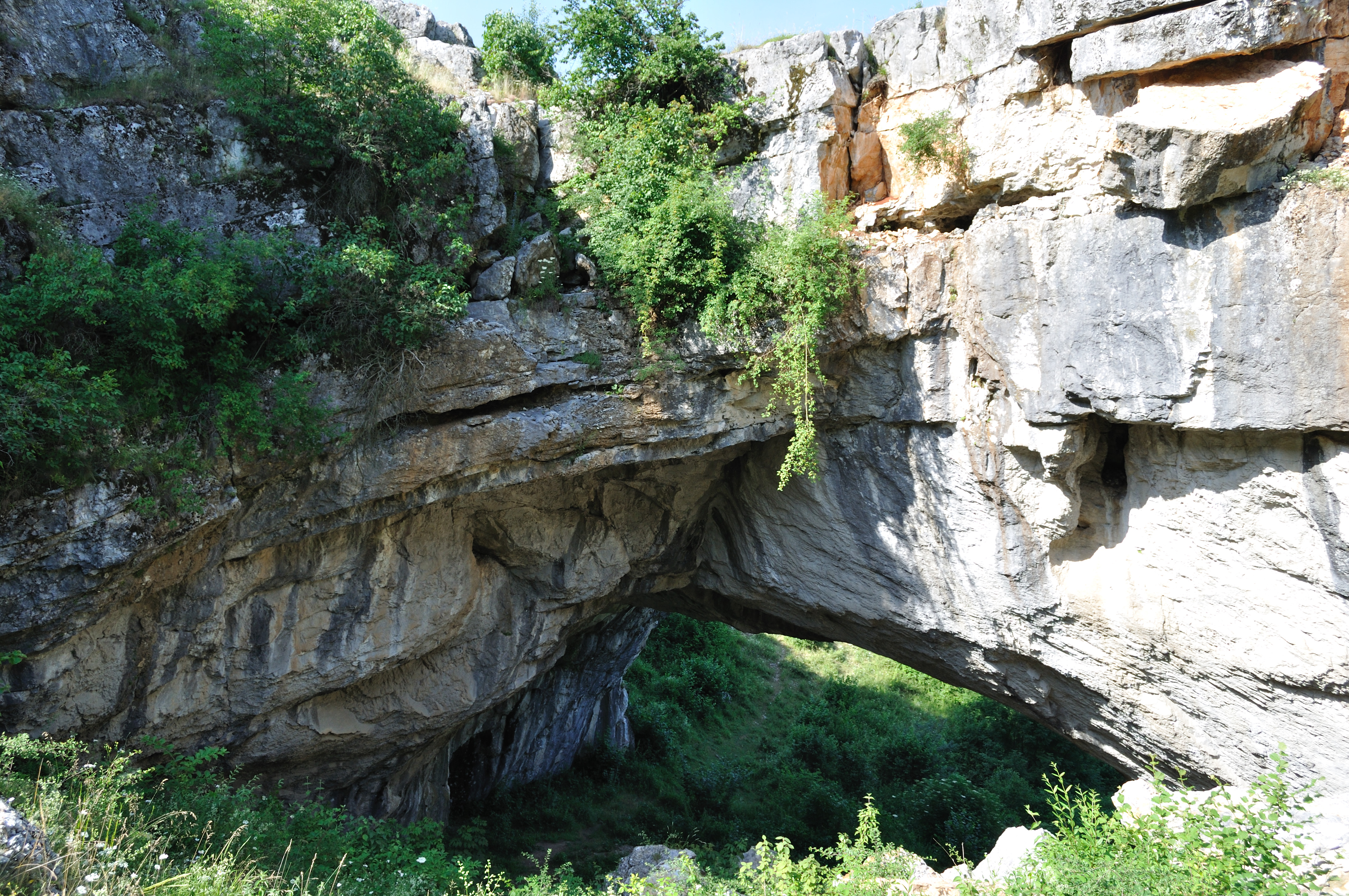
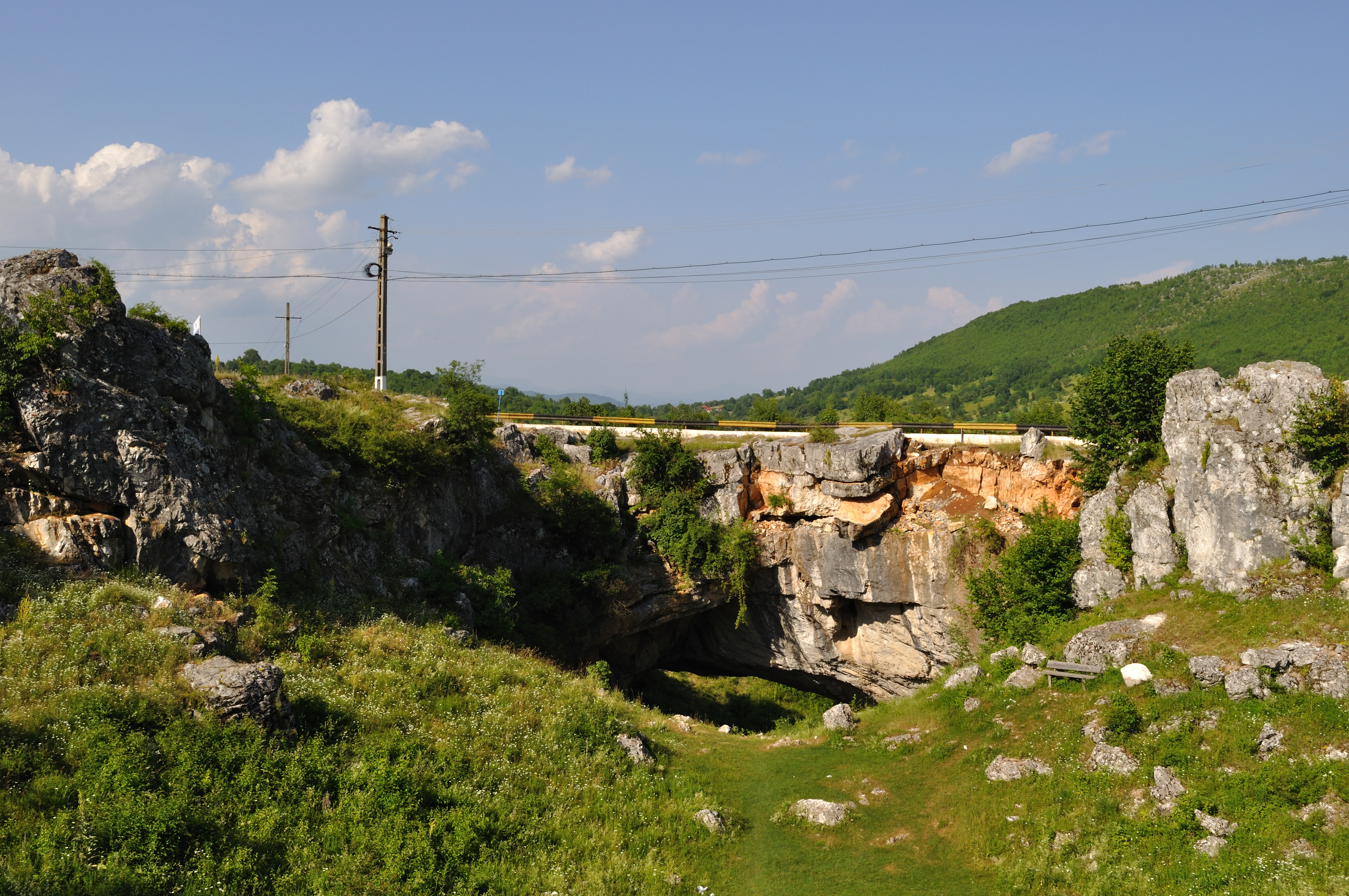
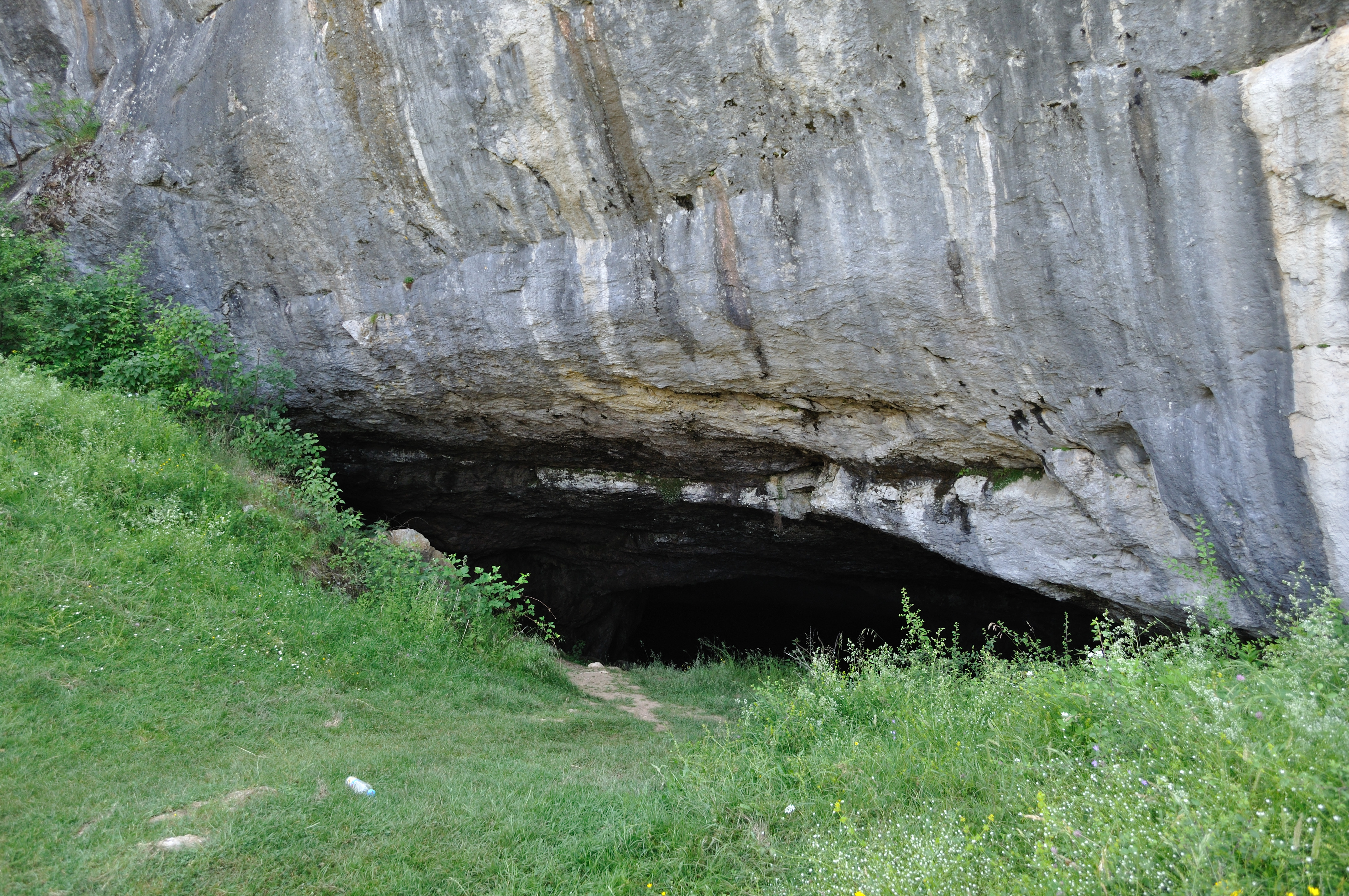
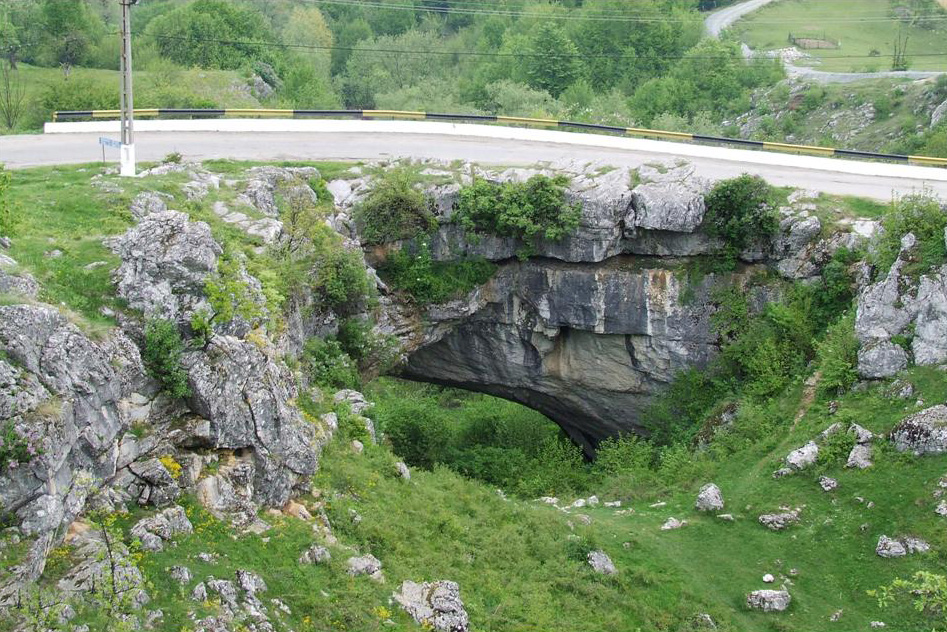
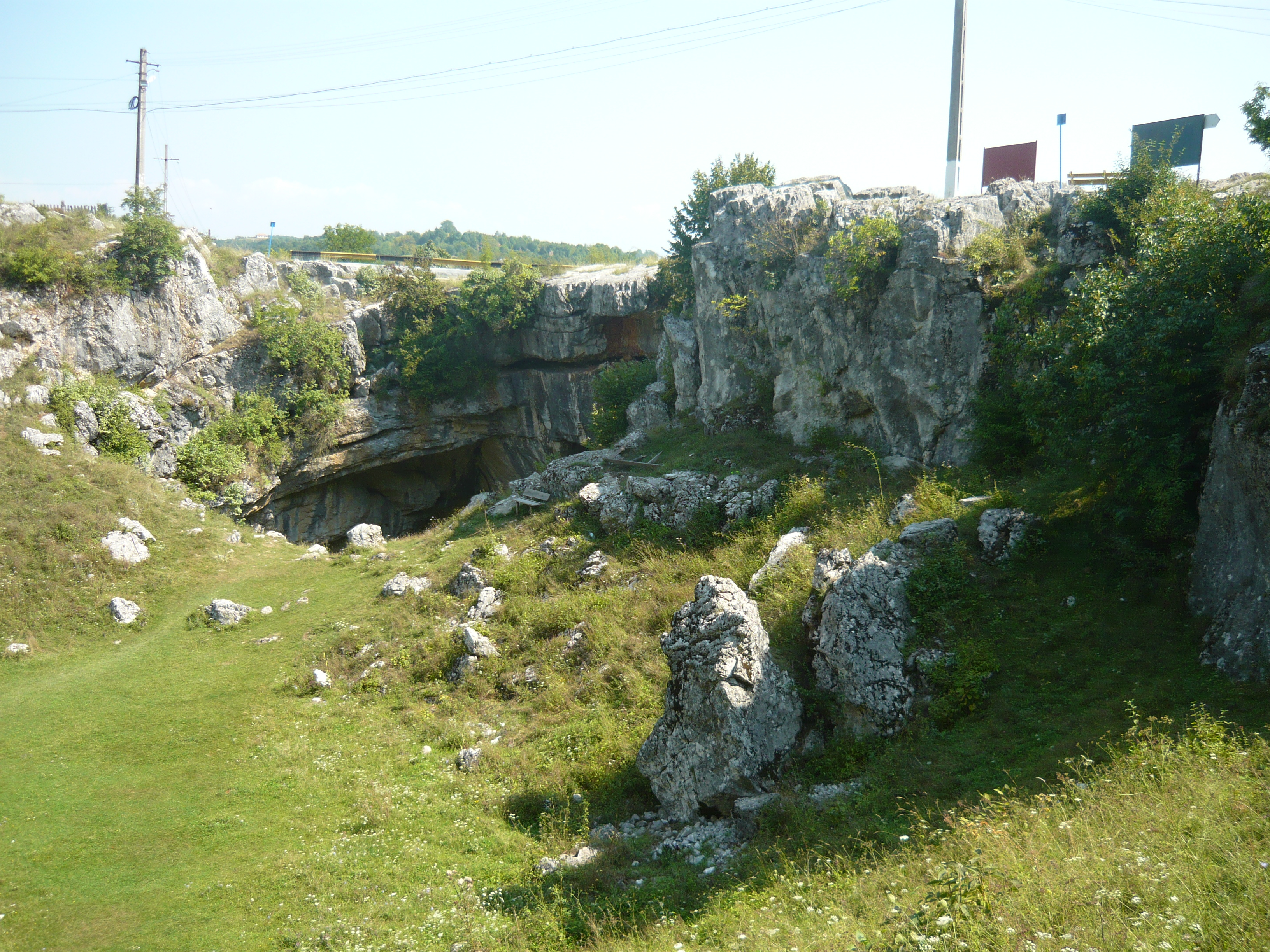